# Aya Miyama
Aya Miyama (jap. 宮間 あや, Miyama Aya; * 28. Januar 1985 in Ōamishirasato, Landkreis Sambu, Präfektur Chiba) ist eine ehemalige japanische Fußballspielerin. Die Mittelfeldspielerin spielte von 2010 bis 2016 beim japanischen L.-League-Verein Okayama Yunogo Belle. Sie war von 2003 bis 2016 japanische Nationalspielerin und unter anderem auch Kapitänin der Nationalmannschaft.

## Karriere

### Im Verein

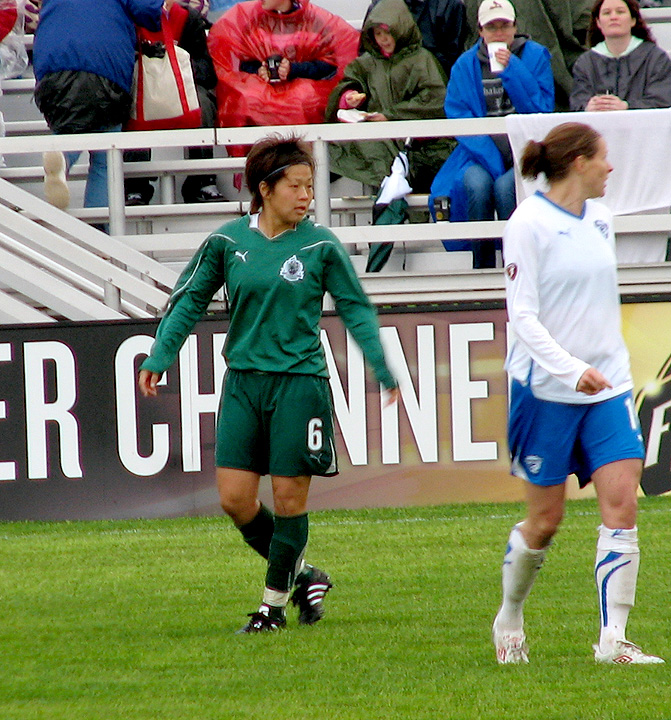
Aya Miyama (links) mit Kelly Smith von den Boston Breakers

Aya Miyama spielte bis 1999 für Yomiuri Menina (heute NTV Menina), den Jugendverein des NTV Beleza, in den sie 1999 übernommen wurde. Aus schulischen Gründen trat sie 2000 aus dem Verein aus und spielte eine Zeit lang im Fußballclub ihrer Schule.
Im Januar 2001 folgte Miyama einer Einladung der ehemaligen japanischen Nationalspielerin und Trainerin Midori Honda und trat dem neugegründeten Verein Okayama Yunogō Belle in Mimasaka, Präfektur Okayama bei. Dort spielte sie bis Dezember 2008 und schoss in 110 Spielen 62 Tore.
In der ersten Saison der US-amerikanischen Frauenfußballliga Women’s Professional Soccer (WPS) 2009 spielte Miyama für das Team Los Angeles Sol. Der Verein wurde jedoch Anfang 2010 aus finanziellen Gründen aufgelöst.
Nach der Auflösung von Los Angeles Sol wurde Miyama im Januar 2010 von Saint Louis Athletica übernommen. Allerdings stellte auch dieser Verein den Spielbetrieb am 27. Mai 2010 aus finanziellen Gründen ein. Alle Spielerinnen wurden zum 1. Juni 2010 freigestellt. Am 10. Juni 2010 unterschrieb Aya Miyama als Free Agent für den Verein Atlanta Beat.
Seit Januar 2011 spielt Aya Miyama wieder mit der Rückennummer 10 für Okayama Yunogō Belle.

### In der Nationalmannschaft
Aya Miyama wurde 2003 in die Japanische Nationalmannschaft aufgenommen.
Am 19. März 2003 debütierte sie als Nationalspielerin in einem internationalen Freundschaftsspiel gegen Thailand, ihr erstes Tor schoss sie am 9. Juni 2003 gegen die Philippinen in der 14. Asia Women Football Competition.
Sie nahm an der Weltmeisterschaft 2003, Weltmeisterschaft 2007, den Olympischen Sommerspielen 2008 und den Asienspielen 2010 teil. Bei der Weltmeisterschaft 2011 erzielte sie den Siegtreffer im ersten Gruppenspiel gegen Neuseeland und den 1:1-Ausgleich im Endspiel gegen die USA. Durch ein 3:1 im Elfmeterschießen errang Japan den Weltmeistertitel, wobei Miyama den ersten Elfmeter verwandelte.
Miyama gehörte als Spielführerin zum japanischen Kader für die Olympischen Spiele in London. Sie stand in allen sechs Spielen in der Startformation, u. a. im mit 1:2 gegen die USA verlorenen Finale und gewann mit ihrer Mannschaft die Silbermedaille.
Im Mai 2014 gewann sie mit ihrer Mannschaft erstmals die Asienmeisterschaft durch ein 1:0 gegen Titelverteidiger Australien und wurde zur besten Spielerin des Turniers gekürt.
Sie wurde auch für die WM 2015 nominiert und in allen sieben Spielen eingesetzt, wobei sie keine Minute verpasste. Im ersten Gruppenspiel gegen die Schweiz erzielte sie das erste Turniertor für Japan durch einen verwandelten Foulelfmeter und wurde als „Spielerin des Spiels“ ausgezeichnet. Auch nach den Spielen gegen Kamerun  und Ecuador erhielt sie diese Auszeichnung. Sie wurde auch beim Spiel gegen Ecuador, als Trainer Norio Sasaki einige Stammspielerinnen schonte, nicht geschont. Im Halbfinale gegen England erzielte sie – wieder per Strafstoß – das 1:0, das die Engländerinnen aber sieben Minuten später – ebenfalls per Elfmeter – ausgleichen konnten. Durch ein Eigentor der Engländerin Laura Bassett in der Nachspielzeit konnte Japan dann aber doch das Finale erreichen. Bei der Finalneuauflage gegen die USA kassierte ihre Mannschaft innerhalb der ersten 16 Minuten vier Tore. Miyama konnte dem Spiel zunächst nur wenige Impulse geben. Ihre Mitspielerin Yūki Ōgimi konnte dann zwar noch auf 1:4 verkürzen und nach einem von ihr in den US-Strafraum geschlagenen Freistoß unterlief den US-Girls ein Eigentor zum 2:4. Aber zwei Minuten später fiel bereits das 2:5 und die weiteren japanischen Angriffsbemühungen blieben erfolglos. Schon vor dem Finale wurde sie ebenso wie ihre Mitspielerin Saori Ariyoshi und sechs weitere Spielerinnen für den Preis der besten Spielerin nominiert. Letztendlich erhielt sie den „Bronzenen Ball“ als drittbeste Spielerin. 
Bei der Wahl zur Weltfußballerin des Jahres 2015 belegte Miyama hinter Carli Lloyd (USA) und Célia Šašić (Deutschland) ebenfalls den dritten Platz.
Beim Qualifikationsturnier für die Olympischen Spiele 2016 in Osaka scheiterte sie aber mit ihrer Mannschaft an Australien und China, so dass sich Japan nicht für die Olympischen Spiele qualifizieren konnte.
Mit 162 Länderspielen ist sie nach Homare Sawa die am zweithäufigsten eingesetzte Spielerin der Nationalmannschaft.

## Erfolge
- Weltmeisterin bei der FIFA Frauen WM 2011 in Deutschland
- Vizeweltmeisterin 2015
- Silbermedaille bei den Olympischen Spielen 2012

## Auszeichnungen
- Berufung in die Mannschaft des Turniers der Weltmeisterschaft 2011
- Asiens Fußballerin des Jahres 2011[7], 2012, 2015
- Bronzener Ball als drittbeste Spielerin der Weltmeisterschaft 2015
- Aufnahme in die Weltauswahl 2015 als einzige asiatische Spielerin[8]